# Дом-музей К. Э. Циолковского
Мемориальный дом-музе́й Константи́на Эдуа́рдовича Циолко́вского — учреждение культуры в городе Калуге, музей, посвящённый русскому учёному, основоположнику теоретической космонавтики К. Э. Циолковскому (1857—1935). Дом признан памятником истории и охраняется государством как Объект культурного наследия народов РФ федерального значения. В музее представлены предметы быта учёного и его семьи, воссоздан рабочий кабинет с небольшой частью личной библиотеки и обстановкой.
Учёный приобрёл этот дом в 1904 году, 4 года спустя надстроил его вторым этажом и проживал в нём до 1933 года, когда переехал в другой, подаренный горсоветом. Через год после его смерти, 19 сентября 1936 года, в доме был открыт музей Циолковского. Экспозиция музея сильно пострадала во время оккупации Калуги вермахтом, но по её освобождении музей продолжил работу. К 100-летию учёного музей был дополнен экспозицией по ракетостроению и космонавтике под руководством Сергея Королёва, а через 10 лет, в 1967 году, дом-музей Циолковского стал одним из отделов Государственного музея истории космонавтики имени К. Э. Циолковского.

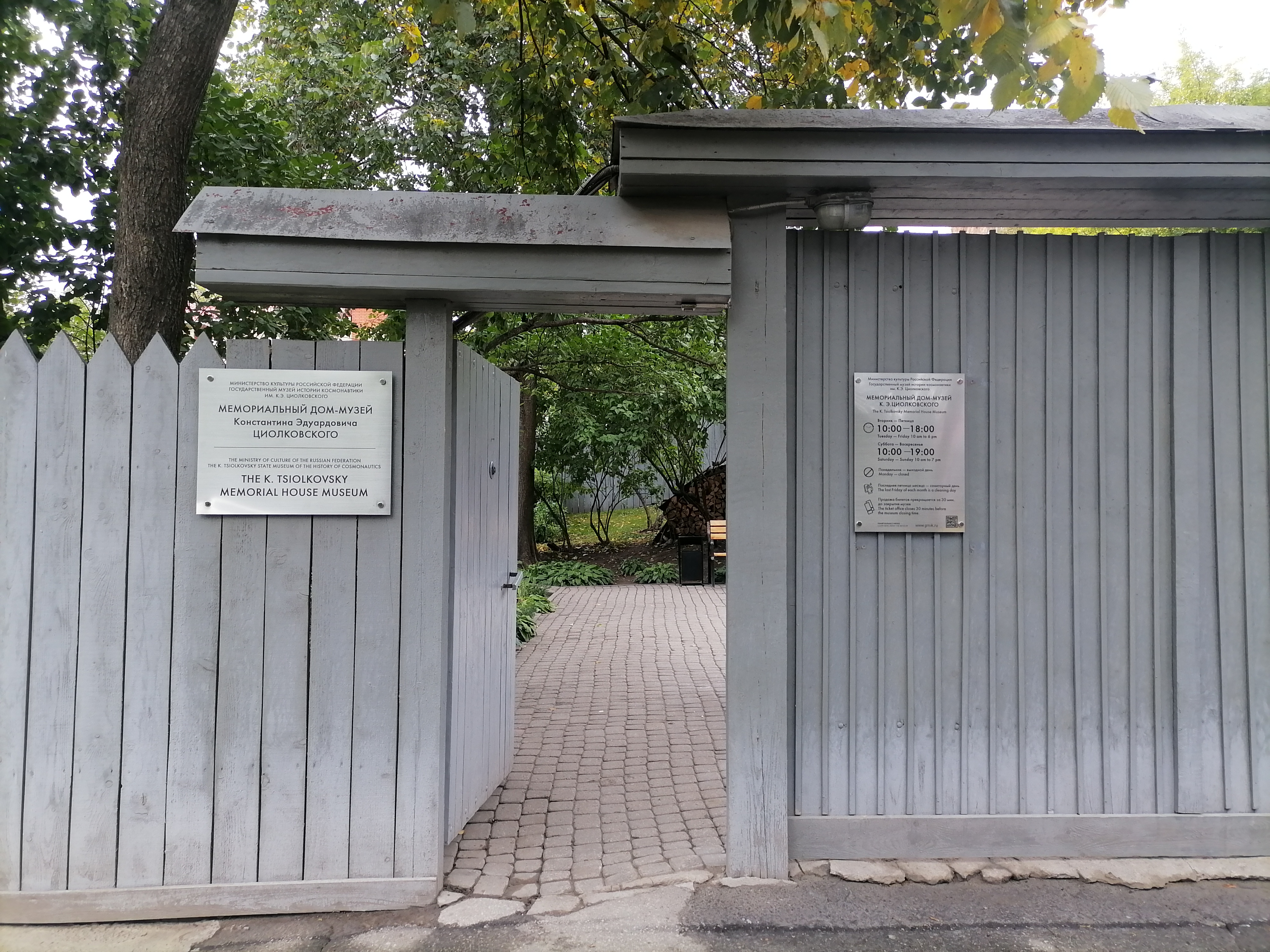
Вход в музей. Улица Космонавта Волкова

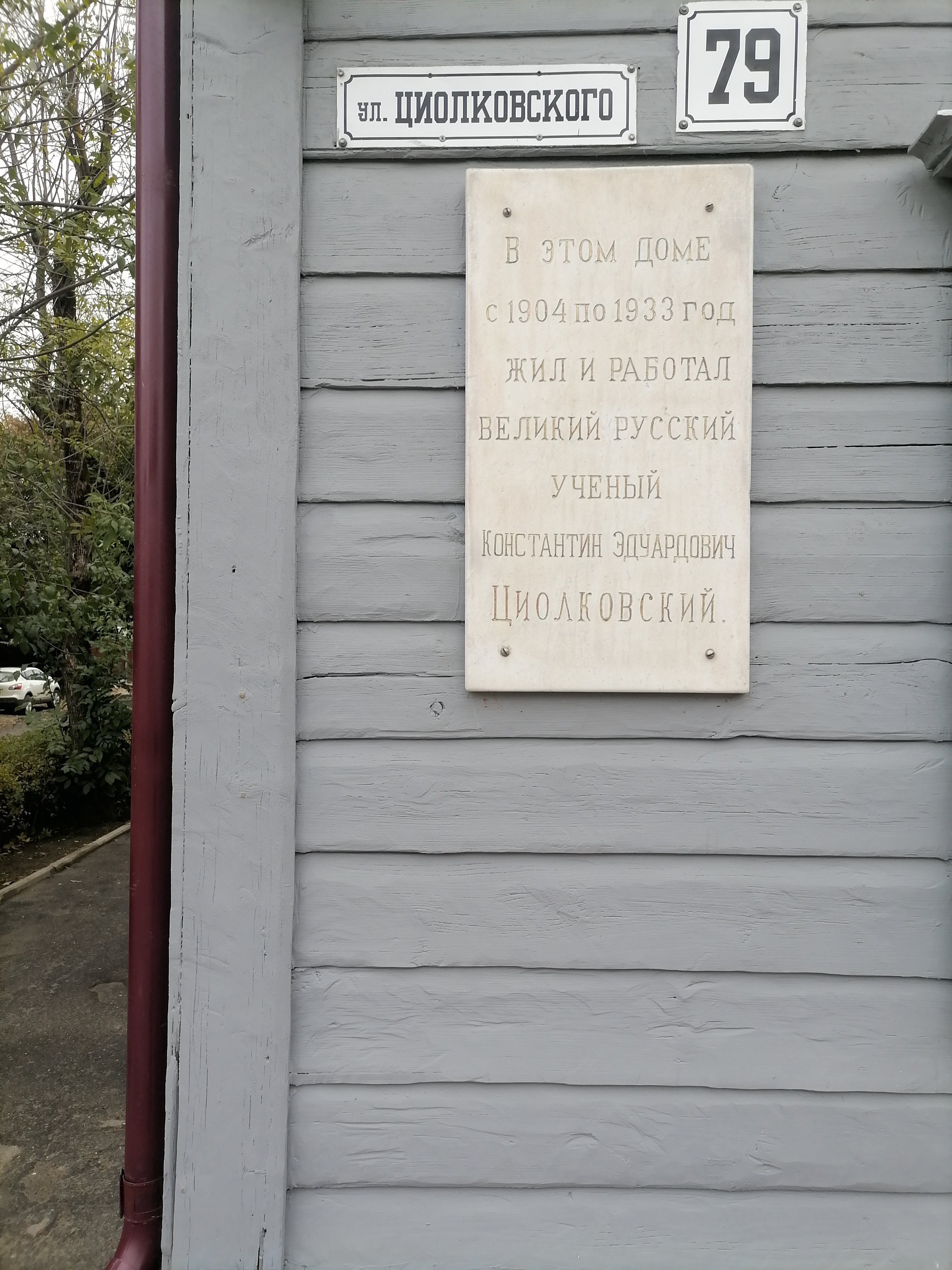
Мемориальная доска Циолковскому на фасаде дома-музея

## История
С занимаемым ныне музеем зданием связано 29 лет (1904—1933) жизни учёного. Здесь им было написано много оригинальных теоретических работ в области воздухоплавания, авиации, реактивного движения, космонавтики и других направлений науки.
К. Э. Циолковский приобрёл этот дом в начале 1904 года, это было первое собственное жильё семьи Циолковских. Тогда район дома был городской окраиной. Первоначально здание было одноэтажным и имело одну жилую комнату. В апреле 1908 года во время сильного наводнения дом был затоплен водами Оки и серьёзно пострадал. При проведении ремонтных работ он был не только восстановлен, но и расширен — в пристроенном втором этаже разместился рабочий кабинет учёного, веранда, где им была оборудована мастерская.
В 1933 году Константин Циолковский переехал в подаренный учёному Калужским городским советом к его 75-летию дом №1 по улице Циолковского.
Циолковский ушёл из жизни 19 сентября 1935 года. Спустя несколько месяцев было принято постановление Президиума Мособлисполкома «Об увековечении памяти умершего учёного и изобретателя Константина Эдуардовича Циолковского», предусматривающего создание музея и через год, 19 сентября 1936 года в доме был открыт музей. Первая экспозиция имела научно-мемориальный характер. Она рассказывала о наиболее важных направлениях творчества учёного. Одним из первых экскурсоводов стала дочь Циолковского Любовь Константиновна.
Работа музея была прервана Великой Отечественной войной осенью 1941 года, когда 12 октября Калуга была оккупирована фашистами. Музей предполагалось эвакуировать, но осуществить эвакуацию не удалось. В доме поселились немецкие солдаты-связисты. Несмотря на то, что некоторые наиболее ценные экспонаты сотрудникам музея и родным учёного удалось спасти, огромной потерей было полное уничтожение экспозиции и утрата многих исторически ценных предметов, книг, фотографий. Сразу после освобождения Калуги в музее были начаты ремонтно-восстановительные работы и вскоре, уже 8 марта 1942 года, посетители снова переступили его порог.
В 1957 году в стране широко отмечалось 100-летие со дня рождения учёного. К этому времени научно-технический раздел музея получил от Академии Наук СССР новую экспозицию, подготовленную по инициативе и под руководством С. П. Королёва. Уникальные экспонаты составили первую в мире космическую выставку, рассказывающую о претворении в жизнь идей Циолковского.
В 1967 году в Калуге был открыт Государственный музей истории космонавтики имени К. Э. Циолковского. Дом-музей стал одним из его мемориальных отделов, отдел возглавил внук Циолковского Алексей Вениаминович Костин. Интерьеры дома, надворные постройки, дворовая территория, сад были воссозданы такими, каковы они были при жизни в этом доме семьи Циолковских. Проект выполнил архитектор Г. П. Морозов.
Весной 1968 года музей был закрыт на реставрационно-ремонтные работы, а в октябре того же года открыт с новой экспозицией как биографически-мемориальный музей. Авторами тематико-экспозиционного плана музея выступили В. В. Казакевич и А. В. Костин, художник-архитектор Г. Н. Билибина, автором проекта реставрации — Т. Д. Дмитрикова. Все помещения музея восстановлены в их виде на 1933 год, последний жизни Циолковских в этом доме. Большинство из музейных экспонатов подлинные, принадлежавшие самому учёному или членам его семьи.
Юрий Гагарин, побывавший в Калуге вскоре после возвращения из космического полёта отметил в Книге почётных посетителей Дома-музея:
С большим <…> удовлетворением и волнением побывал в доме, где жил и творил Константин Эдуардович, <…> счастлив, что мне первому удалось осуществить мечту Циолковского, завершить труд многих тысяч людей, готовивших первый полёт человека в космос.
На территории Дома-музея в 1952 году установлен памятник К. Э. Циолковскому (скульптор Михаил Иванович Ласточкин).

## Экспозиция

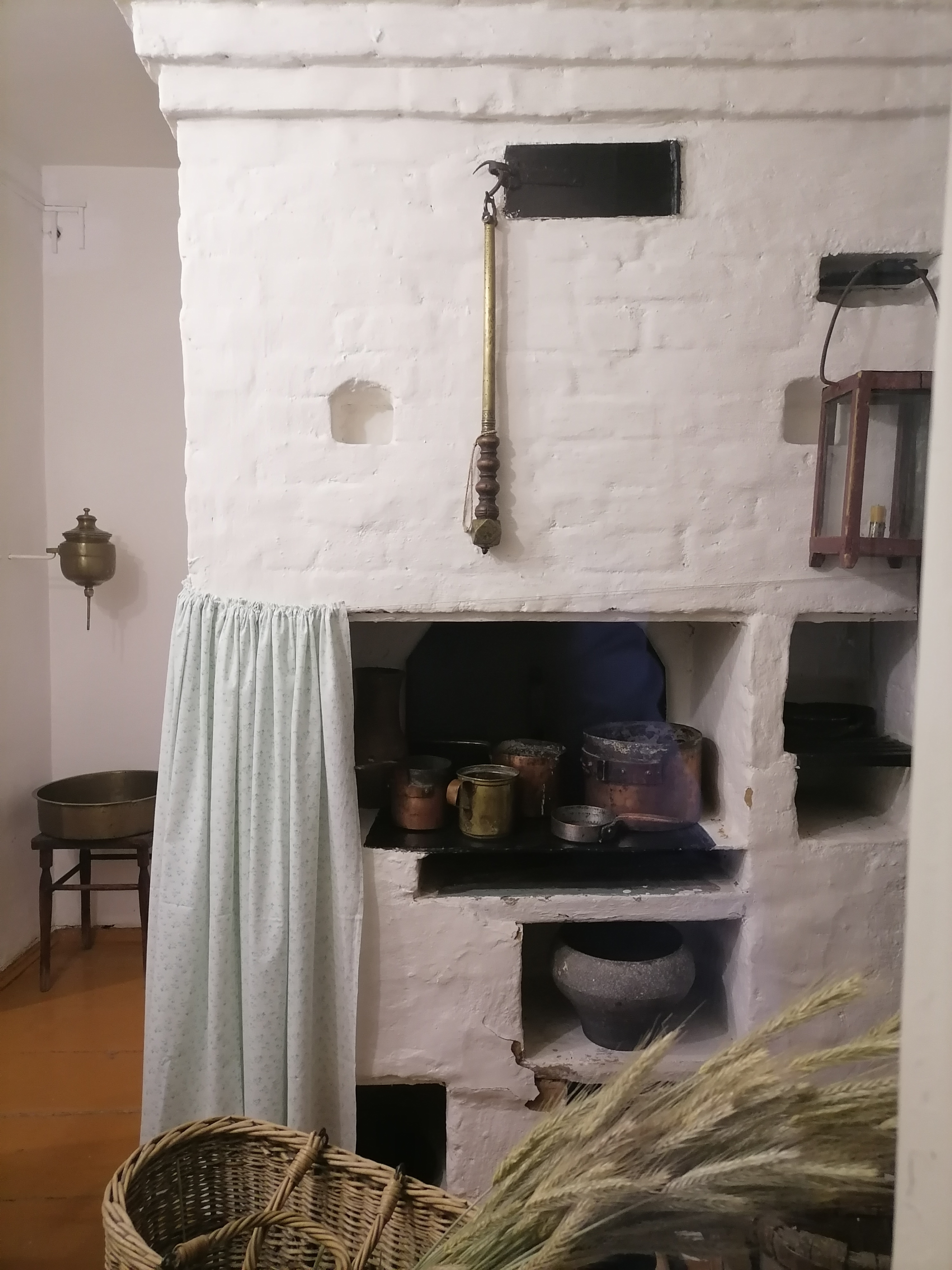
Кухня

Гостиная. Самая просторная комната дома. Здесь К. Э. Циолковский работал в 1904—1908 годах. Представленный в экспозиции рояль был приобретён учёным для своих дочерей. Из предметов мебели подлинные буфет и дубовый стол. Игрушки принадлежали внукам хозяев.
«Уголок» Марии Константиновны. Отгороженную часть гостиной занимала средняя дочь Циолковского, Мария (в замужестве — Костина). Портрет хозяйки помещения выполнен в год её 19-летия.
Столовая. Здесь семья собиралась на вечерние застолья, здесь принимали гостей. Циолковскому принадлежал столовый прибор — тарелка «с тигром», кружка с заветом «Бедность учит, а счастье портит». Представлена слуховая труба, служившая хозяину, почти потерявшему слух из-за перенесённой в детстве болезни. Швейная машинка была приобретена для жены учёного, Варвары Евграфовны, ещё в годы проживания семьи Циолковских в Боровске. На фотопортрете младшая дочь учёного — Анна.
Комната Любови Константиновны. Старшая дочь в семье, Любовь, выполняла при отце работу секретаря. Главным предметом экспозиции в этой комнате является фисгармония.
Кухня. Варвара Евграфовна Циолковская считалась хорошей хозяйкой, сама готовила в русской печи, сама вела домашнее хозяйство в большой семье. Традиционным угощением в церковные праздники были пироги с яблоками и капустой, на Рождество запекали гуся.
Комната Варвары Евграфовны. Самая маленькая комната в доме. Располагается на втором этаже, лестницу куда рассчитал сам Константин Эдуардович. Детские рисунки авторства Анны Константиновны, дочери Циолковского.

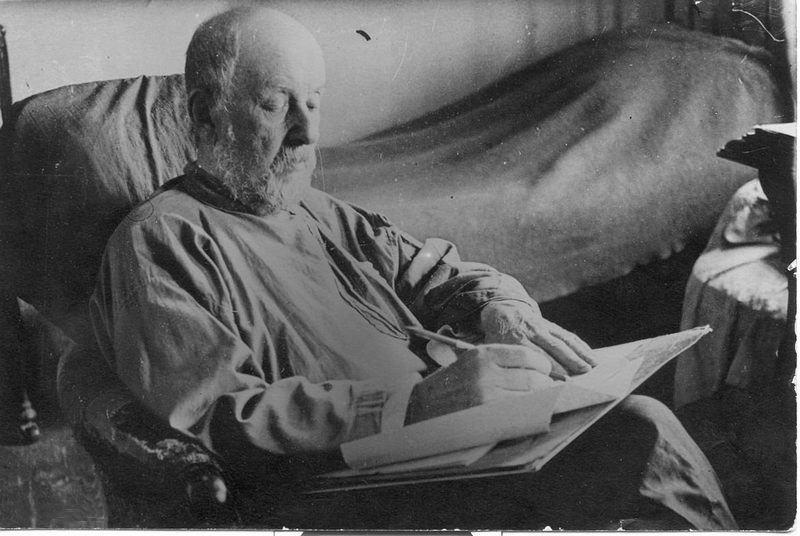
К. Э. Циолковский в своём рабочем кабинете. 1932.

Рабочий кабинет К. Э. Циолковского. Первый в жизни учёного собственный кабинет для работы появился у него при надстройке второго этажа дома в процессе общего ремонта после катастрофического наводнения 1908 года (уровень воды в Оке поднялся почти на 17 м). Представленные на стеллаже собственной работы учёного книги (включая Энциклопедический словарь Брокгауза и Ефрона) — небольшая часть личной библиотеки Константина Эдуардовича. Ему же принадлежали подзорная труба, микроскоп, глобус, барометр-анероид, фотоаппараты, самодельный термос, весы для почтовых отправлений, керосиновая лампа, некоторые физические приборы, большое зеркало-рефлектор для усиления освещения комнаты, одежда, большой чёрный зонт, использовавшийся учёным как парус при катании на коньках.

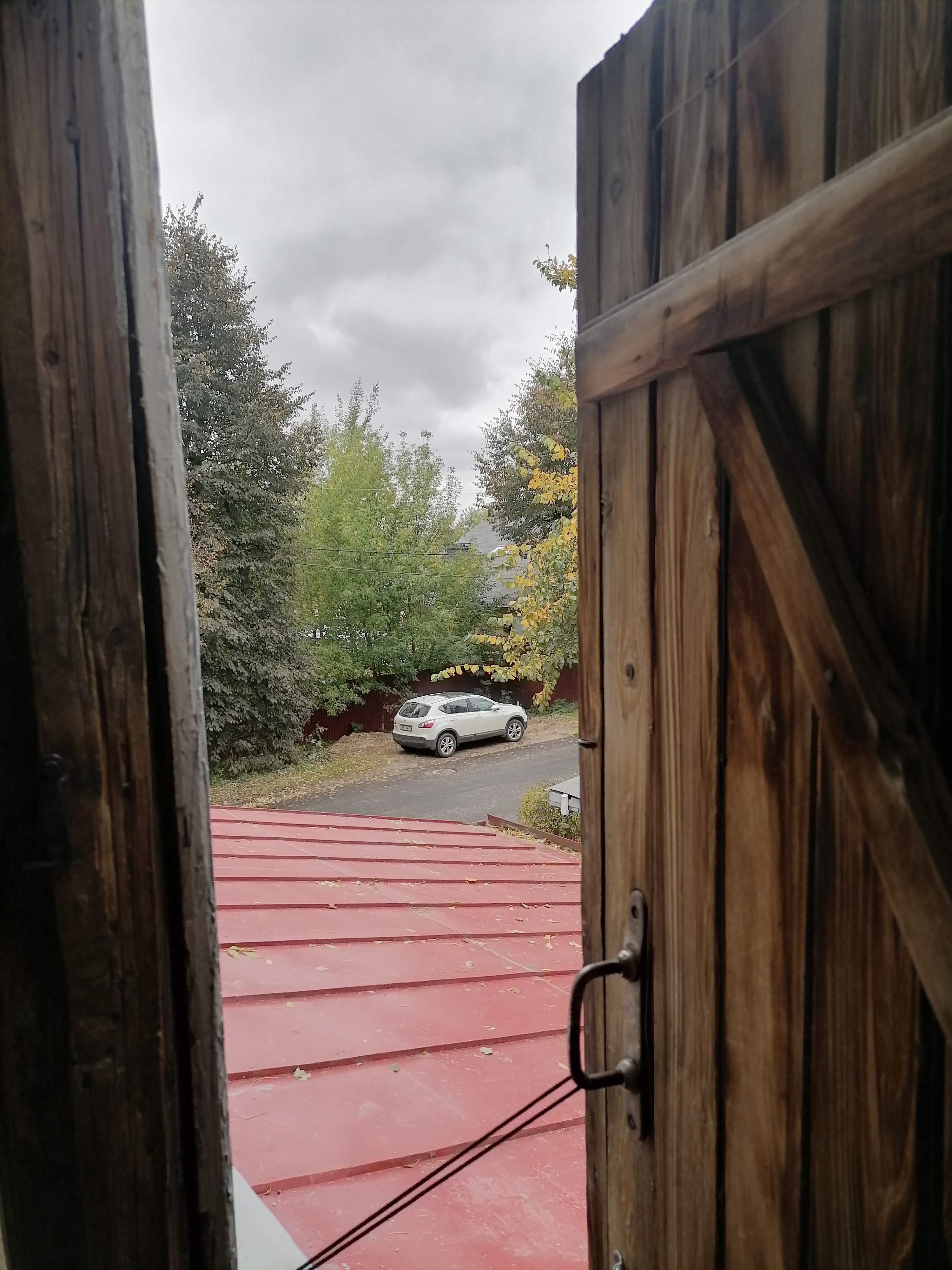
Дверь в «космическое пространство»

Мастерская. Под мастерскую была оборудована веранда второго этажа, появившаяся, как и весь этот этаж, в 1908 году. Оборудование мастерской включает токарный станок, столярный верстак, воздушные насосы, столярный и слесарный инструмент. В витрине представлены книги, изданные К. Э. Циолковским на собственные средства. В 45-летнем возрасте учёным был приобретён велосипед, он также выставлен в мастерской. Выход из мастерской на крышу дома внуки учёного назвали дверью в «космическое пространство».

## На территории музея

Памятник К. Циолковскому на территории Дома-музея
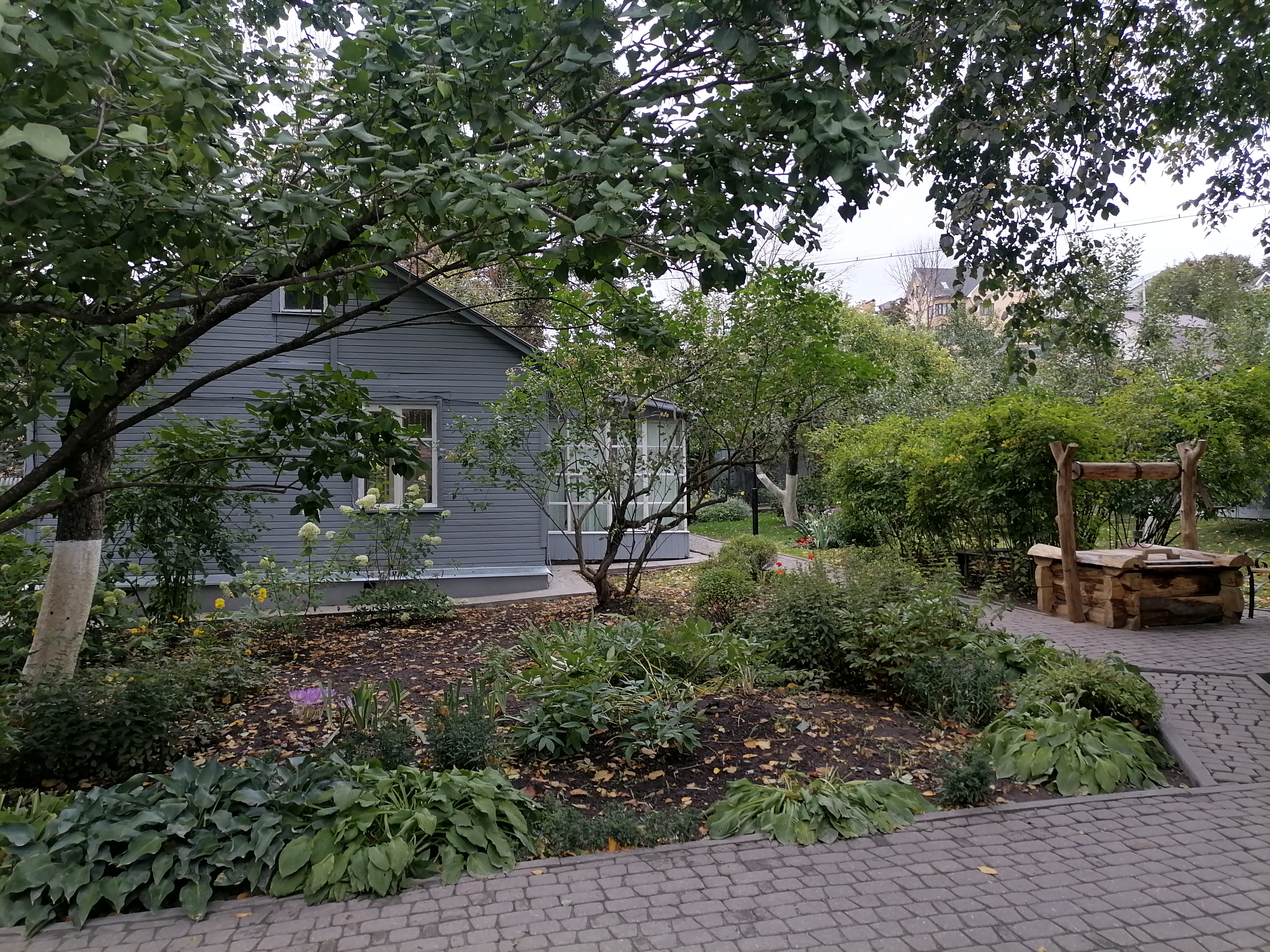
На территории Дома-музея
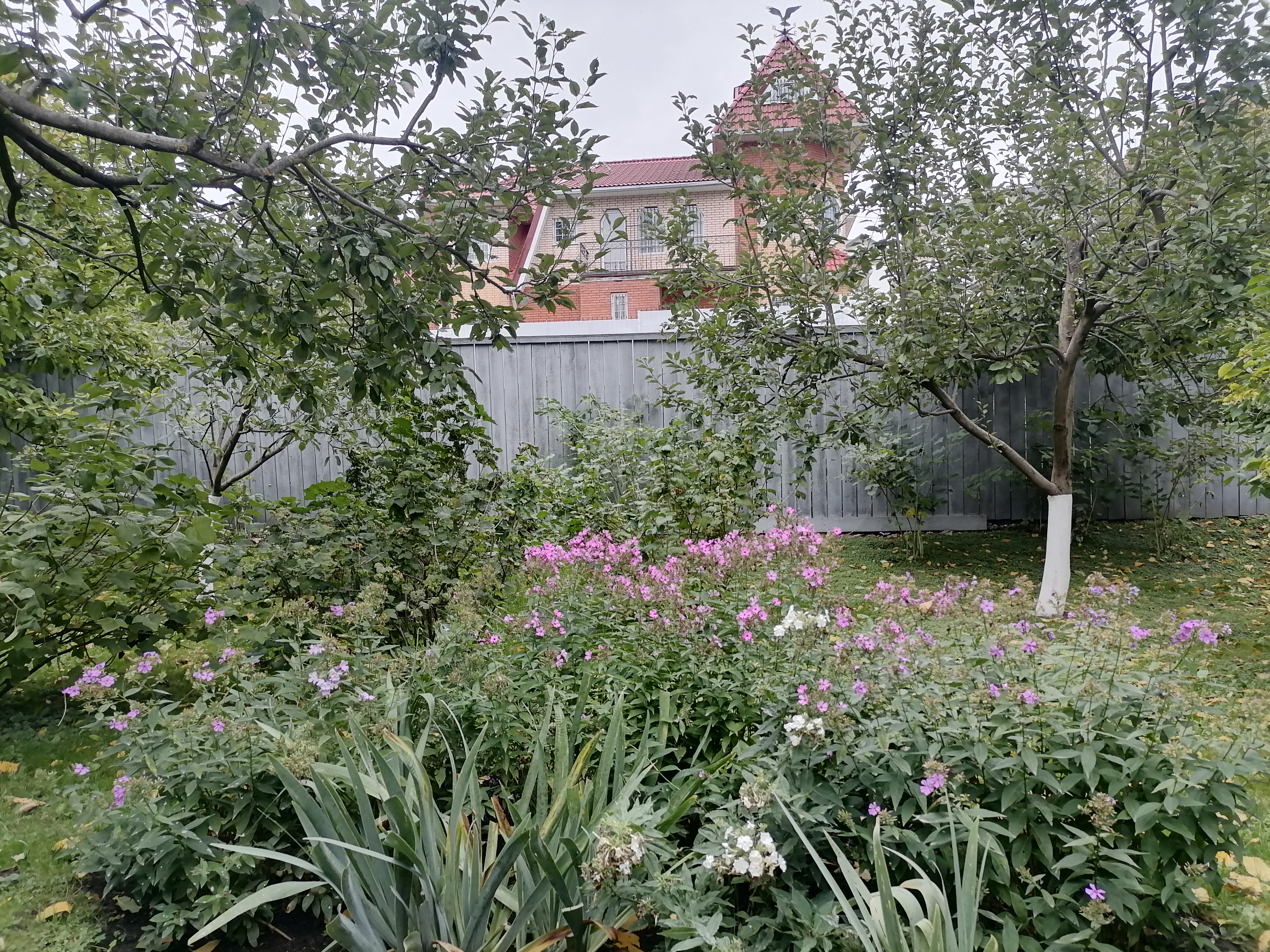
На территории Дома-музея